# Siganus argenteus
Siganus argenteus là một loài cá biển thuộc chi Cá dìa trong họ Cá dìa. Loài cá này được mô tả lần đầu tiên vào năm 1825.

## Từ nguyên
Từ định danh argenteus của loài cá này trong tiếng Latinh có nghĩa là "ánh màu bạc", ám chỉ màu xám bạc trên má và thân dưới của chúng.

## Phạm vi phân bố và môi trường sống
S. argenteus có phạm vi phân bố rộng khắp Ấn Độ Dương - Thái Bình Dương. Từ Biển Đỏ và vịnh Oman, loài cá này xuất hiện dọc theo vùng bờ biển Ả Rập và Đông Phi, bao gồm Madagascar và các đảo quốc, bãi ngầm, băng qua các quần đảo thuộc Nam Á ở phía đông; từ biển Andaman (bao gồm cả quần đảo Andaman và Nicobar), S. argenteus tiếp tục có mặt ở khắp vùng biển các nước Đông Nam Á, băng qua Papua New Guinea; phía bắc trải dài đến miền nam Trung Quốc và Nhật Bản; phía nam giới hạn đến đông bắc Úc; phía đông trải rộng đến hầu hết các quần đảo nằm trong châu Đại Dương (xa nhất về phía đông là đến quần đảo Pitcairn, đảo Phục Sinh và quần đảo Line).
S. argenteus sống gần các rạn san hô ở vùng biển nông và trong các đầm phá nước lợ, độ sâu đến 40 m.

## Mô tả

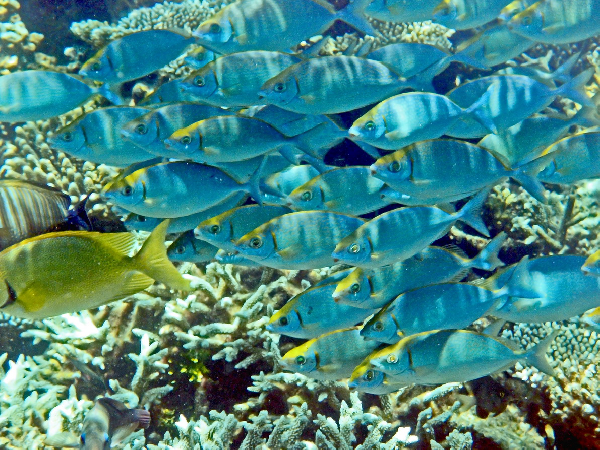
Một đàn S. argenteus

Chiều dài cơ thể tối đa được ghi nhận ở S. argenteus là 46 cm, nhưng thường được quan sát với kích thước phổ biến là 25 cm. Cơ thể có màu xanh lam sáng hoặc lam xám ở vùng lưng, màu trắng bạc ở bụng và ngực. Đầu và thân được phủ bởi các vạch, đốm nhỏ màu vàng; các vạch đốm thường nối với nhau tạo thành các đường vân gợn sóng, đặc biệt là ở thân dưới. Các gai, tia vây lưng và dọc theo gốc vây lưng có màu vàng, lan rộng thành đốm vàng trên cuống đuôi. Vây đuôi màu xanh lam, nhiều đốm vàng ở gốc vây và các tia vây ngoài cùng, các tia giữa màu vàng. Gai vây hậu môn lốm đốm trắng, vàng và nâu; màng vây mềm màu bạc; các tia có đốm nâu. Vây bụng có màu trắng. Vây ngực màu vàng, trong suốt; gốc vây có màu vàng. Cá con có màu vàng nâu với các vây trong suốt.
Như một số loài cá dìa khác, S. argenteus có thể xuất hiện lốm đốm các mảng màu nâu và trắng trên cơ thể khi bị đe dọa, hoặc khi chúng nghỉ ngơi vào ban đêm. Đuôi của S. argenteus xẻ thùy, còn Siganus fuscescens, một loài họ hàng có cùng phạm vi phân bố với chúng, lại có dạng cụt.
Số gai ở vây lưng: 13; Số tia vây ở vây lưng: 10; Số gai ở vây hậu môn: 7; Số tia vây ở vây hậu môn: 9; Số tia vây ở vây ngực: 17 - 18.

## Sinh thái học
Cá con S. argenteus sống gần mặt nước, tập trung thành đàn với mật độ dày đặc, di cư đến các bãi đá ngầm ngay trước khi bắt đầu quá trình biến thái.
S. argenteus ăn tảo đỏ và tảo lục, và là một trong số ít loài ăn thực vật có khả năng tiêu thụ tảo độc Chlorodesmis fastigata, nhưng có thể S. argenteus chỉ được ăn loại tảo này một cách vô tình, hoặc đó chỉ là phần thứ yếu trong chế độ ăn của chúng.